# (1961) Dufour
(1961) Dufour ist ein Asteroid des Hauptgürtels, der am 19. November 1973 vom Schweizer Astronomen Paul Wild, vom Observatorium Zimmerwald der Universität Bern aus, entdeckt wurde.
Der Asteroid ist nach dem Schweizer Humanisten, General, Politiker, Kartografen und Ingenieur Guillaume-Henri Dufour benannt.